# 云龙镇 (简阳市)
云龙镇，是中华人民共和国四川省资阳市简阳市下辖的一个乡镇级行政单位。2019年12月，撤销金马镇、五合乡，将原金马镇和原五合乡所属行政区域划归云龙镇管辖，云龙镇人民政府驻云西街40号。

## 行政区划
云龙镇下辖以下地区：
云龙社区、团碾村、芦茅村、千佛村、天宫村、中锋村、白果村、西岩村、杨鸣村、鱼荐村、石玉村、万安村、柏林村、庄元村、爱民村、云丰村、龙安村、灯塔村、吉祥村、石塔村、宝坡村、老河村、白云村、星宿村和高埝村。